# Post Human: Nex Gen
Post Human: Nex Gen (stilisiert als POST HUMAN: NeX GEn) ist das siebte Studioalbum der britischen Rock-Band Bring Me the Horizon. Es erschien am 24. Mai 2024 in digitaler Form bei RCA Records. Die physischen Varianten folgten am 27. September 2024.

## Entstehung

### Songwriting
Vor der Veröffentlichung der EP Post Human: Survival Horror erklärte Sänger Oliver Sykes, dass die Band den Plan hat, vier EPs mit dem Namen Post Human zu veröffentlichen. Die vier EPs würden alle völlig unterschiedlich sein und ihre eigene Stimmung haben. Jedoch wurde aus Post Human: Nex Gen ein komplettes Album mit 16 Titeln, das im September 2023 veröffentlicht werden sollte. Kurz vor Weihnachten 2023 verließ Keyboarder Jordan Fish die Band. Erst nach der Veröffentlichung des Albums bestätigte Sänger Oliver Sykes, dass die Verzögerung im direkten Zusammenhang mit Jordan Fishs Ausstieg steht.
Oliver Sykes erklärte, dass die „Dinge nicht gut im letzten Jahr liefen“ und dass das Songwriting „darunter litt“. Es wurde „immer langsamer, bis es stoppte“. Nach Fishs Ausstieg setzte die Band ihr Songwriting auf eine klassischere Art und Weise fort. Zuvor hatten Bring Me the Horizon beim Songwriting viele Demoaufnahmen mit Computern, Synthesizern, Pro Tools und MIDI erstellt. Nun trafen sich die Musiker zu Jamsessions, bei denen alle Bandmitglieder involviert waren. Diese Arbeitsweise hätte sich laut Oliver Sykes „verrückt und neu“ angefühlt.

„Es war ein wirklicher Augenöffner für mich. Jordan [Fish] und ich waren wie eine Macht. Wir haben aus der Band eine „Oli und Jordan Show“, ohne es zu bemerken. Ich habe nicht bemerkt, wie sehr wir die anderen abgedrängt haben.“

### Aufnahmen
Aufgenommen wurde Post Human: Nex Gen in den Tonstudios Rythmic Genocide in Sheffield und im Casa Do Syko. Produziert wurde das Album von Oliver Sykes, Jordan Fish, Zakk Cervini, Dan Lancaster, BloodPop, Evil Twin und Daidai. Erneut sind auf dem Album einige Gastsänger zu hören. Neben der norwegischen Sängerin Aurora treten Aaron Gillespie und Spencer Chamberlain von der Band Underoath, der Rapper Lil Uzi Vert und Daryl Palumbo von der Band Glassjaw auf. Von dem Lied Limousine erhielt die Sängern Billie Eilish eine Vorabversion des Liedes. Zu einer Zusammenarbeit kam es allerdings nicht. In dem Lied N/A hört man einige Fans, die „Hello Oli, you fucking knobhead!“ („Hallo Oli, du verdammter Schwachkopf!“) rufen. Die Rufe wurden während eines Konzertes im Jahre 2024 mitgeschnitten.

### Veröffentlichung
Zwischen September 2021 und Juni 2023 veröffentlichte die Band die Singles Die 4 U, Strangers, Lost und Amen!, bevor Bring Me the Horizon das Album für den 15. September 2023 ankündigten. Jedoch erklärte Oliver Sykes, dass das Album auf unbestimmte Zeit verschoben wird. Als Grund wurden unvorhersehbare Umstände genannt, derentwegen die Band nicht in der Lage sei, das Album so fertigzustellen, dass sie glücklich damit sind. Mit Darkside und Kool-Aid folgten zwei weitere Singles, bevor die Band am 23. Mai 2024 die Veröffentlichung des Albums für Mitternacht ankündigte.
Das Albumcover wurde von Alissa Sykes entworfen.

## Hintergrund
Sänger Oliver Sykes beschrieb Post Human: Nex Gen als Selbsthilfebuch. Inspiriert wurde Sykes dabei von dem Buch Die vier Versprechen des mexikanischen Autors Miguel Ruiz aus dem Jahre 1997. In dem Buch geht es um vier Regeln, nach denen man sein Leben leben soll und hatte einen umfassenden Einfluss auf Sykes, als er es las. Zahlreiche Texte würden positivere Dinge reflektieren als in der Vergangenheit. Sykes verglich Ruiz’ Buch mit Deepak Chopras Werk Die sieben Schlüssel zum Glück. Jedes Lied auf dem Album versucht, drei Zwecken zu dienen: Was es Sykes auf einem persönlichen Level bedeutet, was es auf einem gesellschaftlichen Level bedeutet und welche es in direkter Verbindung zum Narrativ des Album bedeutet.
In dem Lied Kool-Aid geht es darum, wie die Gesellschaft gedankenlos in sein eigenes Schicksal marschiert, obwohl alle dieses schreckliche, bevorstehende Unheil fühlen können. Die meisten Menschen würden die einfache Überstimulanz der Sozialen Medien akzeptieren, die einem dieses falsche, kalorienarme Glück bietet anstatt den langen, schwierigen Weg zur wirklichen Erfüllung bringt. Die Menschen wären laut Sykes in einem Koma und würden nur durch das Leben gehen. Darkside handelt von Themen wie Schlaflosigkeit, Herzschmerz und Depression.
Die Lieder N/A, Lost und Strangers sind alle direkt verbunden mit der Zeit, die Oliver Sykes im Entzug, in Therapie und die „unheilvolle“ Zeit, die er mit Narkotika verbracht hat. N/A handelt davon, wie er sich in einer Rehabilitation befindet und herauszufinden versucht, was in seinem Leben passiert. In Strangers geht es darum, wie kaltherzig viele Menschen mit Leuten umgehen, die aus ihrer Heimat fliehen mussten oder mit Abhängigkeiten zu kämpfen haben. Die4U ist ein Lied über toxische Besessenheit und Laster, aber auch um die Art und Weise, wie die Menschen miteinander umgehen und sich gegenseitig behandeln.
Post Human: Nex Gen enthält ein Easter Egg. Das letzte Lied Dig It enthält eine Botschaft, die auf eine Website hindeutet. Die Audiospur stellt ein Spektrogramm dar, welches das Bild eines QR-Codes zeigt. Der QR-Code führt zu einem Alternate Reality Game, in dem man unveröffentlichte Lieder und weitere Rätsel findet.

## Rezensionen
Nick Ruskell vom britischen Magazin Kerrang schrieb, dass Bring Me the Horizon „ein Monster erschaffen und sich selbst bewiesen haben, die kreativen Erwartungen, die es auf sie gesetzt hat, zu erfüllen“. Ruskell vergab vier von fünf Punkten. Rishi Shah vom New Musical Express schrieb, dass Bring Me the Horizon „eine kreative Macht wären, die die Persönlichkeiten ihrer Individuen überschreitet“. Die „überraschende Veröffentlichung liefert in atemberaubender Art ab“, wofür Shah vier von fünf Punkten vergab. Emily Swingle vom britischen Magazin Metal Hammer bezeichnete das Album als „chaotisch, verwirrend und widersinnig“. Es ist ein Album, von dem man das Gefühl hat, „dass er nicht funktionieren sollte, es aber überraschenderweise doch tut“. Swingle vergab sieben von zehn Punkten.

## Kommerzieller Erfolg

### Chartplatzierungen
| ChartsChartplatzierungen            | Höchstplatzierung | Wochen |
| ----------------------------------- | ----------------- | ------ |
| Deutschland (GfK)                   | 4 (7 Wo.)         | 7      |
| Österreich (Ö3)                     | 2 (… Wo.)         | …      |
| Schweiz (IFPI)                      | 6 (6 Wo.)         | 6      |
| Vereinigte Staaten (Billboard)      | 36 (2 Wo.)        | 2      |
| Vereinigte Staaten (Billboard Rock) | 10 (… Wo.)        | …      |
| Vereinigtes Königreich (OCC)        | 2 (9 Wo.)         | 9      |

### Auszeichnungen für Musikverkäufe
| Land/Region                  | Auszeichnungen für Musikverkäufe (Land/Region, Auszeichnung, Verkäufe) | Verkäufe |
| ---------------------------- | ---------------------------------------------------------------------- | -------- |
| Vereinigtes Königreich (BPI) | Silber                                                                 | 60.000   |
| Insgesamt                    | 1× Silber ·                                                            | 60.000   |